# Ejército de Tamán
El Ejército de Tamán (del ruso: Таманская армия) fue una formación del Ejército Rojo de Obreros y Campesinos que operó en el sur de Rusia durante la guerra civil rusa entre agosto de 1918 y febrero de 1919. Su nombre proviene de la península de Tamán, donde se formó inicialmente.

## Formación
Compuesto por unas 30 000 personas en el momento de su constitución, el ejército fue formado el 27 de agosto de 1918 en Gelendzhik como parte de las tres columnas que luchaban en la península de Tamán contra los guardias blancos y las fuerzas intervencionistas alemanas y que se encontraron aisladas tras el abandono por parte del ejército soviético de sus posiciones en Ekaterinodar el 16 de agosto de ese año. Como comandante general del ejército fue elegido I. I. Matvéyev, su suplente fue Epifán Kovtioj, el jefe del estado mayor fue G. N. Baturin y el comisario N. K. Kicha. En el Ejército ingresaron asimismo los obreros de Novorosíisk y los marineros de los barcos, hundidos en junio de 1918, de la Flota del Mar Negro.

## La Marcha de 1918
El Ejército de Tamán tuvo que marchar desde la península de Tamán, a través de Tuapsé, en agosto y septiembre de 1918, para unirse al grueso del Ejército Rojo en el Cáucaso Norte. Tras el ejército se movía una masa de unos 25 000 refugiados que dificultaban enormemente el avance y las acciones. Las dificultades tácticas eran grandes y se organizaron de este modo: la primera columna iba en vanguardia asegurando el camino contra el ejército de la Georgia menchevique, la segunda columna rechazaba los ataques de los cosacos blancos en las gargantas y desfiladeros y la tercera columna condujo los combates de retaguardia contra las tropas de Denikin. Se ponía especial cuidado en la distribución de los pertrechos, los alimentos y medicamentos. El 28 de agosto la primera columna ocupó Arjipo-Ósipovka y el 1 de septiembre Tuapsé, tras destruir la división georgiana de infantería, capturando armamento y pertrechos. El 2 de septiembre, se inició el paso de los contrafuertes de la cordillera principal del Cáucaso hasta llegar a Jadyzhensk, rechazando ataques de las tropas del general blanco Víktor Pokrovski cerca de esta localidad y de Pshejskaya. El 12 de septiembre la primera columna liberaba Beloréchensk. El 14 de septiembre, tras reagruparse la segunda y tercera columna, se asaltó el sistema defensivo blanco al norte de Beloréchensk, logrando llegar a Dondukóvskaya el 18 de septiembre donde se hallaba el grueso del Ejército Rojo del Cáucaso Norte, al que se agregaron en su lucha contra el Ejército Voluntario. El 26 de septiembre la primera columna capturó Armavir.

## Acciones posteriores
Tras la unión con el grueso de las tropas del Ejército Rojo, el comandante Matvéyev fue relegado de su puesto y el 8 de octubre es fusilado por sentencia de un tribunal de guerra en Piatigorsk. Las columnas del ejército fueron reorganizadas en dos divisiones de infantería, tres de caballería y una brigada de artillería. En octubre-noviembre, el ejército de Tamán participó en los persistentes combates en los alrededores de Stávropol. El 3 de diciembre recibía la Bandera Roja Revolucionaria Honoraria de la RSFS de Rusia. Poco después sus restos fueron reorganizados como la 3ª división de fusileros de Tamán, que entre enero y febrero de 1919, bajo la presión de las fuerzas superiores del enemigo se retiró a la región de Astracán, donde fue disuelta.